# Гомес Гонсалес де Траба

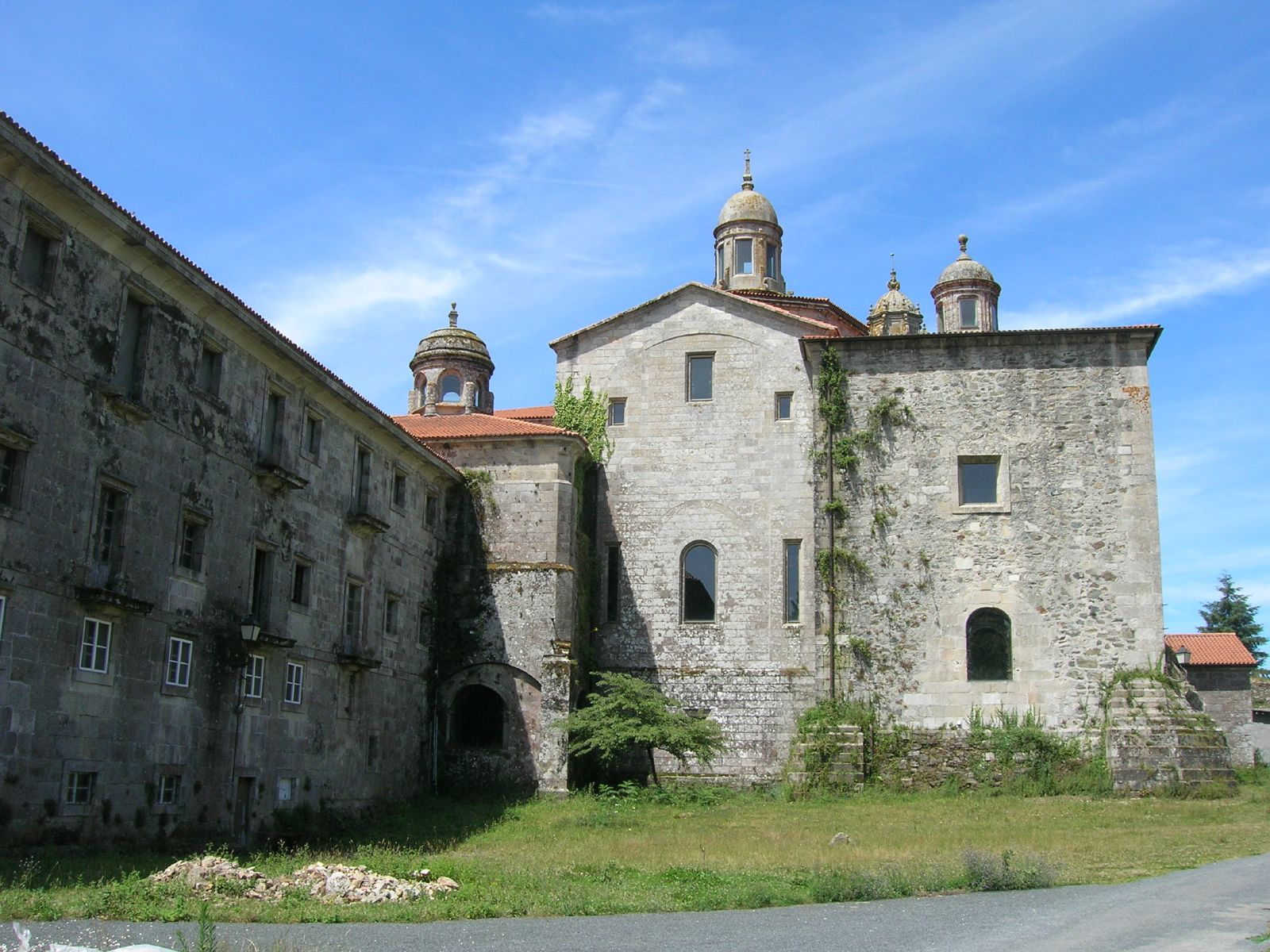
Монастырь Собрадо-де-Монхес, основанный его дедом в 1142 году, был четырежды одарен Гомесом в 1165—1180 годах

Гомес Гонсалес де Траба (исп. Gómez González de Traba; упоминается в 1164—1209 годах) — галисийский дворянин, граф с 1169 года, богатая и влиятельная фигура в Королевстве Леон. Второй сын графа Гонсало Фернандеса де Трабы (? — 1160) и его первой жены Эльвиры Родригес. Его старший брат Фернандо Гонсалес де Траба преждевременно умер в 1166 году, и Гомес стал главой дома Траба.

## Биография
На протяжении всей своей карьеры Гомес был владельцем (tenente, правитель от имени короля) Трастамары, традиционной крепости рода Траба. Он получил его после смерти своего брата в 1166 году и правил ей, вероятно, до самой своей смерти (по крайней мере, до 1208 года). Феод Траба, однофамилец его семьи, принадлежал ему недолго, в 1168 году, в том же году он получил под свой контроль Ла-Корунью (тогда называвшуюся Фаро), которой владел до 1169 года. Его власть на этом этапе была еще главным образом в Галисии, где он получил Монтенегро в 1169 году и Монтерросо в 1170 году. Последним феодом он владел до 1173 года, когда его сменил Гомес Гонсалес де Мансанедо, правивший до 1179 года. После этого он продолжал удерживать Монтерросо до 1200 года, а затем еще раз в 1204 году. Он потерял Монтенегро до 1183 года, но удерживал ее до 1200 года с двумя краткими перерывами (1188—1189, 1190—1192).
В 1173 году Гомес Гонсалес де Траба получил во владение Сервантес в Галисии, а также обширные пограничные земли Эстремадуры на юге Леонского королевства. В 1175 году он владел поместьями Эль-Бьерсо, Ульвер и Вильябуэна. Между 1176 и 1177 годами он удерживал Саламанку, восходящий второй город королевства. В 1178 году король Фердинанд II уступил Гомесу все свои права в городе Гуитирис. В 1181 году ему было предоставлено управление галисийскими центрами Сан-Пелайо-де-Лодо, Тороньо (которые он сохранял до 1185 года) и Туй. В 1182 году он вернулся к управлению Эстремадурой на второй срок и также получил Рибадео. После смерти Фердинанда II и вступления на престол его сына Альфонсо IX в 1188 году Гомес Гонсалес де Траба получил во владение феоды Монфорте-де-Лемос и Лимия. В 1189 году он был переведен в Саррию, где оставался до 1200 года, управляя галисийскими феодами Монтенегро и Монтерросо. В 1193 году Альфонсо IX назначил его майордомом, высшим должностным лицом в королевстве Леон. В 1200 году, по неизвестным причинам, Гомес впал в немилость при дворе короля Альфонсо и может быть прослежен там только один раз (в 1201 году) между тем и летом 1204 года, когда он был восстановлен в милости.
Гомес Гонсалес де Траба был постоянным покровителем цистерцианского монастыря Собрадо-дус-Монхес, основанного его дедом Фернандо Пересом де Траба, который четыре раза в 1165, 1166, 1171 и 1180 годах дарил ему свои пожертвования. Позже он отдавал предпочтение другим религиозным центрам, проявляя щедрость к Собору Сантьяго-де-Компостела (1186), цистерцианцам Карраседо (1191), регулярному духовенству Каабейро (1196) и бенедиктинцам Лоренсаны (1201). Сохранилась странная грамота от 6 января 1165 года, согласно которой Гомес сделал пожертвование бенедиктинскому монастырю в Хубии «для исцеления душ моего отца и брата, уже покойного графа Фернандо Гонсалеса», хотя его брат был еще жив 26 декабря того же года. Устав, вероятно, неправильно датирован, но точная дата неизвестна.
Незадолго до 1174 года Гомес Гонсалес де Траба взял в жены Эльвиру Перес, дочь Педро Альфонсо и Марии Фройлас. Она родила ему двух дочерей, Урраку и Санчу, которые вышли замуж за Гонсало Переса де Лара. К 1182 году он был женат на Меркезе (Мираглии), дочери графа Эрменгола VII Урхельского и Дульсы де Фуа. Последний раз она упоминается живой в 1195 году. Детьми Гомеса от неё были Фернандо, Гонсало, Родриго и Веласко.